# Liste der Orte im Kreis Dâmbovița

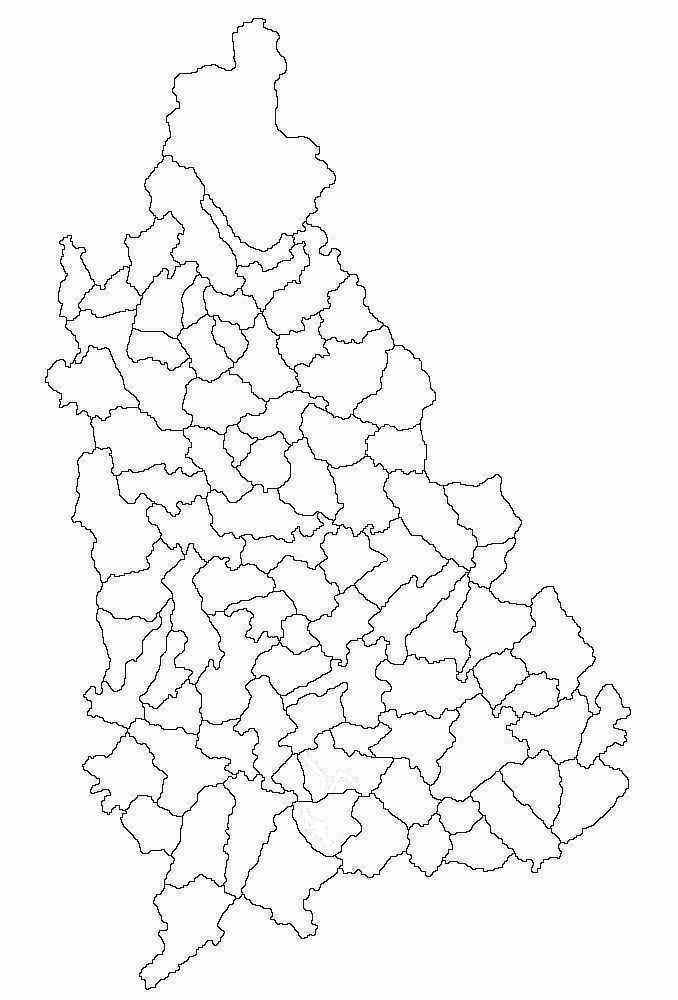
Gemeinden des Kreises Dâmbovița

Der Kreis Dâmbovița in Rumänien besteht aus offiziell 375 Ortschaften. Davon haben 7 den Status einer Stadt, 82 den einer Gemeinde. Die übrigen sind administrativ den Städten und Gemeinden zugeordnet.

## Städte
| - Fieni - Găești - Moreni | - Pucioasa - Răcari | - Târgoviște - Titu |

## Gemeinden
| - Aninoasa - Băleni (Gemeindesitz: Băleni-Sârbi) - Bărbulețu - Bezdead - Bilciurești - Brănești - Braniștea - Brezoaele - Buciumeni - Bucșani - Butimanu - Cândești (Gemeindesitz: Cândești-Vale) - Ciocănești - Cobia (Gemeindesitz: Gherghițești) - Cojasca - Comișani - Conțești - Corbii Mari - Cornățelu - Cornești - Costeștii din Vale - Crângurile (Gemeindesitz: Bădulești) - Crevedia - Dărmănești - Dobra - Doicești - Dragodana - Dragomirești | - Finta (Gemeindesitz: Finta Mare) - Glodeni - Gura Foii - Gura Ocniței - Gura Șuții - Hulubești - I. L. Caragiale - Iedera (Gemeindesitz: Iedera de Jos) - Lucieni - Ludești - Lungulețu - Malu cu Flori - Mănești - Mătăsaru - Mogoșani - Moroeni - Morteni - Moțăieni - Niculești - Nucet - Ocnița - Odobești - Perșinari - Petrești - Pietrari - Pietroșița - Poiana - Potlogi | - Produlești - Pucheni - Raciu - Răscăeți - Râu Alb (Gemeindesitz: Râu Alb de Jos) - Răzvad - Runcu - Sălcioara - Șelaru - Slobozia Moară - Șotânga - Tărtășești - Tătărani - Uliești - Ulmi - Văcărești - Valea Lungă (Gemeindesitz: Valea Lungă-Cricov) - Valea Mare - Văleni-Dâmbovița - Vârfuri - Vișina - Vișinești - Vlădeni - Voinești - Vulcana-Băi - Vulcana-Pandele |

## A
| - Adânca - Aluniș | - Alunișu | - Aninoșani |

## B
| - Băcești - Bădeni - Bădulești - Bălănești - Bâldana - Băleni-Români - Băleni-Sârbi - Bălteni - Bănești - Bărăceni - Bărbuceanu | - Bechinești - Bela - Berevoești - Blidari - Boboci - Bolovani - Boteni - Brădățel - Brâncoveanu - Brăteștii de Jos - Brebu | - Brezoaia - Broșteni (Bezdead) - Broșteni (Produlești) - Broșteni (Vișina) - Bujoreanca - Bumbuia - Bungetu - Burduca - Butoiu de Jos - Butoiu de Sus |

## C
| - Călugăreni (Cobia) - Călugăreni (Conțești) - Cândești-Deal - Cândești-Vale - Căprioru - Căpșuna - Capu Coastei - Cârlănești - Catanele - Cătunu (Cornești) - Cătunu (Sălcioara) - Cazaci - Cetățuia - Chirca | - Ciocănari - Coada Izvorului - Cobiuța - Cocani - Cojocaru - Cojoiu - Colacu - Colanu - Colibași - Copăceni - Corni - Costești - Costeștii din Deal - Costișata | - Crăciunești - Crângași - Crângurile de Jos - Crângurile de Sus - Crețu - Crețulești - Cricovu Dulce - Cristeasca - Crivățu - Croitori - Crovu - Cucuteni - Cuparu - Cuza Vodă |

## D
| - Dâmbovicioara - Dârza - Dealu Frumos - Dealu Mare - Decindea | - Decindeni - Diaconești - Dimoiu - Dobrești - Dospinești | - Drăgăești-Pământeni - Drăgăești-Ungureni - Dragodănești - Dumbrava - După Deal |

## F
| - Făgetu - Fântânele - Ferestre - Fețeni | - Fierbinți - Finta Mare - Finta Veche - Frasin-Deal | - Frasin-Vale - Frasinu - Fusea |

## G
| - Gămănești - Gârleni - Geangoești - Gemenea-Brătulești - Gheboaia - Gheboieni - Ghergani - Gherghești | - Gherghițești - Ghimpați - Ghinești - Ghirdoveni - Glod - Glodeni (Pucioasa) - Glogoveanu | - Gorgota - Greci - Grozăvești - Gulia - Gura Bărbulețului - Gura Vulcanei - Gușoiu |

## H
| - Hăbeni - Hagioaica | - Hanu lui Pală - Heleșteu | - Hodărăști |

## I
| - Iazu - Ibrianu - Iedera de Jos | - Iedera de Sus - Ilfoveni - Ionești | - Izvoarele - Izvoru (Valea Lungă) - Izvoru (Vișina) |

## J
| - Jugureni |

## L
| - Lăculețe - Lăculețe-Gară - Lazuri | - Livezile (Glodeni) - Livezile (Valea Mare) - Lucianca | - Lunca (Moroeni) - Lunca (Voinești) |

## M
| - Măgura (Bezdead) - Măgura (Hulubești) - Malu Mierii - Malurile - Mânăstioara - Mânăstirea - Mănăstirea - Manga - Mânjina - Mărcești - Mărginenii de Sus - Mărunțișu | - Matraca - Mavrodin - Meișoare - Mereni (Conțești) - Mereni (Titu) - Merii - Merișoru - Mesteacăn - Micloșanii Mari - Micloșanii Mici - Miculești - Mija | - Miloșari - Mircea Vodă - Mislea - Miulești - Moara din Groapă - Moara Nouă - Mogoșești - Moșia Mică - Movila (Niculești) - Movila (Sălcioara) - Mușcel |

## N
| - Neajlovu | - Nicolaești | - Nisipurile |

## O
| - Ochiuri - Odaia Turcului | - Olteni (Lucieni) - Olteni (Uliești) | - Oncești - Oreasca |

## P
| - Pădureni - Pătroaia-Deal - Pătroaia-Vale - Petrești (Corbii Mari) - Piatra - Picior de Munte - Pitaru - Plopu | - Podu Corbencii - Podu Cristinii - Podu Rizii - Poienița - Poroinica - Postârnacu - Potlogeni-Deal - Potlogeni-Vale | - Potocelu - Priboiu (Brănești) - Priboiu (Tătărani) - Priseaca - Pucheni (Moroeni) - Pucioasa-Sat - Puntea de Greci - Puțu cu Salcie |

## R
| - Racovița - Ragu - Râncăciov | - Rățești - Rățoaia - Râu Alb de Jos | - Râu Alb de Sus - Românești |

## S
| - Săbiești - Săcueni - Sălcioara (Mătăsaru) - Sălcuța - Samurcași - Saru - Săteni - Satu Nou - Săvești - Scheiu de Jos | - Scheiu de Sus - Schela - Șerbăneasa - Serdanu - Siliștea (Raciu) - Siliștea (Runcu) - Șipot - Slobozia - Speriețeni - Stănești | - Stătești - Stavropolia - Străoști - Stratonești - Ștubeie Tisa - Suduleni - Sultanu - Suseni-Socetu - Șuța Seacă - Șuvița |

## T
| - Teiș - Telești | - Tețcoiu - Toculești | - Tomșani - Tunari |

## U
| - Udrești - Ulmetu - Ungureni (Butimanu) | - Ungureni (Corbii Mari) - Ungureni (Cornești) - Ungureni (Dragomirești) | - Urseiu - Urziceanca |

## V
| - Vadu Stanchii - Valea - Valea Caselor - Valea Dadei - Valea Largă - Valea Leurzii - Valea lui Dan - Valea Lungă-Cricov | - Valea Lungă-Gorgota - Valea Lungă-Ogrea - Valea Mare (Cândești) - Valea Mare (Valea Lungă) - Valea Morii - Valea Voievozilor - Vârfureni | - Viforâta - Viișoara - Vizurești - Vlăsceni - Voia - Vulcana de Sus - Vultureanca |

## Z
| - Zăvoiu | - Zidurile |